# 綾昌大君
李佺（韓語：이전）（1599年—1615年），朝鮮王朝追尊王元宗李琈和仁獻王后具氏的第三子，仁祖李倧和綾原大君李俌之弟。追封綾昌大君（韓語：능창대군）。

## 生平
宣祖三十二年（1599年）七月十六日誕生，幼時出繼伯父信城君李珝，後封綾昌君。
光海君七年（1615年），被蘇鳴國指控與申景禧等人謀反，移往喬桐安置，十一月十五日自殺身亡。
仁祖即位後復李佺的官爵，並在仁祖十年（1632年）五月追贈他為綾昌大君。顯宗十年（1669年）贈諡孝愍。
由於李佺未曾娶妻便逝世，無子只有庶女，因此後來麟坪大君李㴭被命為他的後嗣。

## 家庭
- 側室：不詳
  - 女：李英溫（1615年－？）[8]
  - 女婿：許舒（1612年－1661年），本貫為陽川，許喬之子。[9]
    - 外孫：許羾
    - 外孫：許翀
    - 外孫：許䎁
    - 外孫：許䎘
    - 外孫女：許貞姬，適沈根[10]
    - 外孫女：許正姬，適趙泰胤[11]

  - 嗣子：麟坪大君 李㴭（1622年－1658年）

## 附註
1. ↑  信城君的妻子申氏是仁獻王后的表姊妹。
2. ↑  《綾昌大君諡狀》……大君以萬曆己亥七月十六日。生於城西之私第。……
3. ↑  .   [2013-08-26]. （原始内容存档于2020-04-18）.
4. ↑  《綾昌大君諡狀》……到喬十餘日。武人圍守者。陰受凶徒之旨。因飯毒之。大君已料其禍迫。長吁而服。北面就盡。十一月十五日也。其臨盡也。手書進于元廟。蓋密托本縣人姓崔者而傳之。辭意悲慘。有不忍讀。栫棘絶不通。見書始知其諱日。……
5. ↑  .   [2013-08-26]. （原始内容存档于2020-04-18）.
6. ↑  .   [2013-08-26]. （原始内容存档于2019-09-27）.
7. ↑  . 한국학 디지털 아카이브.   [2020-12-31].
8. ↑  《璿源錄》紀載名「英溫」，生於乙卯年。
9. ↑  《許寧越墓記》……君生於萬曆四十年壬子三月十二日。歿於今上二年辛丑正月十一日。年五十。……
10. ↑  《璿源錄》紀載名「貞姬」。
11. ↑  《璿源錄》紀載名「正姬」。